# Вільяумбралес
Вільяумбралес (ісп. Villaumbrales) — муніципалітет в Іспанії, у складі автономної спільноти Кастилія-і-Леон, у провінції Паленсія. Населення — 772 особи (2010).
Муніципалітет розташований на відстані близько 200 км на північ від Мадрида, 10 км на північний захід від Паленсії.
На території муніципалітету розташовані такі населені пункти: (дані про населення за 2010 рік)
- Каскон-де-ла-Нава: 468 осіб
- Вільяумбралес: 304 особи

## Демографія
Динаміка населення (INE ):